# Иглесиас, Энрике
Энри́ке Миге́ль Игле́сиас Прейсле́р (исп. Enrique Miguel Iglesias Preysler; род. 8 мая 1975, Мадрид) — испанский певец, автор песен, музыкальный продюсер и актёр. Иглесиас начинал свою карьеру под псевдонимом «Энрике Мартинес» (исп. Enrique Martínez) и работал на неприметный мексиканский лейбл FonoMusic. Лауреат «Грэмми» и American Music Awards. За свою карьеру Энрике выпустил более 40 синглов и 10 студийных альбомов, которые 116 раз становились платиновыми, 227 золотыми, а общий объём продаж составляет 100 млн пластинок.
Энрике — сын певца Хулио Иглесиаса и журналистки Исабель Прейслер, младший брат певца Хулио Иглесиаса-младшего.

## Биография

### Детство и юность
Родители Энрике — испанский певец Хулио Иглесиас и филиппинская журналистка и телеведущая Исабель Прейслер. Энрике стал третьим и последним ребёнком в семье. Когда Энрике было 3 года, его родители развелись и он вместе с сестрой  Марией (Чабели) и братом Хулио остался с матерью в Мадриде, а отец переехал записывать песни в Майами. Так как у его матери было много работы, его воспитывала няня Мария Оливарес (исп. María Olivares). В 1985 году террористы сначала угрожали отцу, а потом совершили покушение и на дедушку Энрике — Хулио Иглесиаса-старшего. После того как дедушку освободили, террористы ЭТА стали угрожать детям, и мать посчитала, что лучше отправить их в Майами, к отцу. В США Энрике учился в престижной школе «Gulliver Preparatory School». У него было мало друзей, так как он был стеснительным и был не таким, как все. «Я ходил в школу для богатых в Майами, и в то время, как другие ездили на мерседесах, я ездил на развалюхе. Мой отец не заботился обо мне и не дал мне ни цента. А когда у меня появилась мачеха, отношение ко мне только ухудшилось».
Когда Энрике был подростком, он вместе с братом Хулио мечтал о карьере певца, а в 16 лет написал стихи для песен дебютного альбома. Но отец хотел видеть сына бизнесменом. Под давлением отца Энрике поступает в Университет Майами на факультет бизнеса. Ещё в школе его заметил менеджер. Во время учёбы в университете Энрике подрабатывал на демозаписи своих песен и вместе с менеджером рассылал их в офисы лейблов звукозаписи, подписывая их как Энрике Мартинес из Центральной Америки.

### Дебютный альбом
В 1994 году Иглесиас бросил учёбу и заключил контракт с мексиканским лейблом FonoMusic. Отец Энрике потребовал, чтобы он вернулся в университет, но Энрике уехал в Канаду. В Канаде он 5 месяцев работал над записью дебютного альбома. В октябре 1995 года вышел первый сингл Иглесиаса «Si tú te vas» (с исп. — «Если Ты Уйдёшь»), а 21 ноября того же года вышел дебютный альбом под названием Enrique Iglesias. Альбом стал популярен в Испании, Португалии и Италии. Из альбома было выпущено 6 синглов:
- «Si tú te vas»;
- «Experiencia Religiosa»;
- «Por Amarte»;
- «Muñeca Cruel»;
- «No llores por mí»;
- «Trapecista».

Альбом был продан тиражом в 1 млн экземпляров за одну неделю. Это лучший результат для альбома того времени, который записан не на английском языке. Песня «Por Amarte» (с исп. — «Любить Тебя») стала заглавной для мексиканской теленовеллы «Марисоль» (исп. Marisol). Специально для этого сериала Иглесиас переписал эту песню с изменениями текста в припеве — «Por amarte daría mi vida» (с исп. — «Чтобы любить тебя, я отдам свою жизнь»), было заменено словами «Por amarte Marisol, moriría» (с исп. — «Чтобы любить тебя, Марисоль, я умру»). В трейлерах и завершающих кадрах серий второго сезона теленовеллы демонстрировалась запись концерта Иглесиаса, на котором присутствовала исполнительница главной роли теленовеллы — Эрика Буэнфил. В 1996 году были выпущены итальянская и португальская версии альбома. Почти все песни альбома были переведены на данные языки. Также Иглесиас вместе с дебютным альбомом был номинирован на премию «Грэмми» как «Лучший представитель латиноамериканской музыки».

### Первое турне в 1997 году
В конце января 1997 года, Энрике выпустил второй студийный альбом Vivir (с исп. — «Жить»). Через несколько дней в эфиры радиостанций была выпущена песня «Enamorado Por Primera Vez» (с исп. — «Влюблёный в первый раз»), которая лидировала в латиноамериканском чарте США на протяжении 12 недель. Также альбом содержал кавер-версию песни английской группы Yazoo — «Only You». Песня была переведена на испанский язык как «Solo en ti» (с исп. — «Только ты») и выпущена в эфиры радиостанций.
Всего из альбома было выпущено 6 синглов:
- «Enamorando Por Primera Vez»
- «Solo en ti / Only You»
- «Miente»
- «Revolución»
- «Lluvia Cae»
- «Al Despertar».

В этом же году Иглесиас поехал в турне Vivir Tour, для которого он отобрал лучших музыкантов, которые работали с Элтоном Джоном, Брюсом Спрингстином и Билли Джоэлем. Энрике дал 78 концертов (19 из которых в США) в 16 странах.
В конце года Энрике вместе с отцом Хулио Иглесиасом и мексиканским певцом Луисом Мигелем номинировался на престижную премию American Music Awards в номинацию «Лучший латиноамериканский певец». Но перед вручением премии, в интервью одному американскому журналу Хулио сказал, что, если награда достанется его сыну, он демонстративно выйдет из зала. Энрике отказался от награды, чтобы не провоцировать отца на новую ссору (награда досталась отцу), но выступил на церемонии с песней «Lluvia Cae» (с исп. — «Дождь идёт»).

### Cosas del amor(1998)
В сентябре 1998 года Энрике выпустил третий студийный альбом «Cosas del amor» (с исп. — «Любовные дела»). Из альбома было выпущено два сингла:
- «Esperanza»
- «Nunca te olvidaré».

Оба сингла лидировали в латиноамериканских чартах США.
В поддержку альбома Иглесиас поехал в короткое турне, а его концерт в мексиканском городе Акапулько транслировали по телевидению. После этого Энрике поехал в мировое турне Cosas del Amor Tour, которое стало первым туром, спонсированным сетью ресторанов «McDonald’s». Иглесиас дал около 80 концертов.
В конце года Иглесиас был награждён премией «Лучший латиноамериканский артист» от American Music Awards, обогнав по количеству голосов пуэрто-риканского поп-певца Рики Мартина и мексиканскую группу, исполняющую в стиле мариачи — Los Tigres del Norte.
Песня «Nunca te olvidaré» стала саундтреком к одноимённой мексиканской теленовелле, главную роль в которой исполнила Эдит Гонсалес. В начальных кадрах теленовеллы главные герои слушают Энрике. Песня «Bailamos» была использована в качестве саундтрека к фильму «Дикий, дикий Вест», главную роль в котором исполняет Уилл Смит. Заглавная песня альбома стала саундтреком перуанской теленовеллы «Любовные дела», где в главной роли снялся Диего Берти.

### Первый мировой успех
Фильм «Дикий, дикий Запад» не был так успешен, как на это рассчитывали его создатели. Но песня «Bailamos» стала транслироваться на радиостанциях в Латинской Америке. Затем была выпущена новая версия песни — более яркая и ритмичная. Трек лидировал в национальных чартах Израиля, Испании, Новой Зеландии, Великобритании и США.
В США выпуск песни ассоциировался с «латиноамериканской волной», которая началась в этом году выпуском синглов Рики Мартина «Livin’ La Vida Loca» и Марка Энтони «I Need To Know». Песня стала первой песней Иглесиаса, которая достигла первой позиции в США. После успеха «Bailamos» Иглесиасу стали предлагать контракты более значимые лейблы. В ходе длительных переговоров были заключены два контракта — с лейблом Interscope Records для записи англоязычных песен, и с Universal Music Latino для записи испаноязычных песен. В сотрудничестве с Interscope Энрике выпустил макси-сингл «Bailamos», а затем и первый альбом, записанный на английском языке — Enrique. Рэпер Херардо, который был управляющим на лейбле в то время, сказал, что альбом — удачная попытка «зацепиться» на американском рынке.
Над альбомом Энрике работал два месяца вместе с продюсерами Марком Тейлором и Полом Барри, которые работали над альбомом Шер — Believe (вышедший в 1998 году Believe был распродан тиражом в 20 млн экземпляров).
Альбом примечателен дуэтами с американкой Уитни Хьюстон «Could I Have This Kiss Forever» и с россиянкой Алсу «You’re My#1» (премия «Рекордъ» в номинации «Зарубежный сингл года»), а также кавер-версией одноимённой песни Брюса Спрингстина — «Sad Eyes». Помимо этих трёх песен, из альбома было выпущено ещё три сингла:
- «Bailamos»
- «Be With You»
- «Rhythm Divine».

Песня «You’re My # 1» была записана ещё в трёх версиях — сольной, которая была добавлена на американскую и испанскую версии альбома. И двумя дуэтами — с бразильским дуэтом Sandy & Junior, который был добавлен на бразильскую версию альбома и тайваньской певицей Вален Сюй, которая была добавлена на азиатскую версию альбома.

### «Лучший латинский артист»
После того как Иглесиас ушёл с лейбла Fonovisa, на этом лейбле были выпущены два сборника Remixes и The Best Hits. После выпуска первого англоязычного альбома Enrique на лейбле Interscope Records был выпущен сборник Bailamos Greatest Hits. В начале 2000 года Энрике поехал в мировое турне Bailamos World Tour. После окончания турне Энрике долго не показывался публике. Но летом 2001 года в эфиры радиостанций была выпущена композиция «Hero». Первое публичное выступление после долгого перерыва состоялось на концерте памяти погибшим в теракте 11 сентября 2001 года, на котором Энрике исполнил песню «Hero». В октябре 2001 года Иглесиас выпустил новый альбом Escape, который считается самым коммерчески успешным альбомом Иглесиаса. Его тираж составляет 10 млн экземпляров. В конце года Иглесиас получил награду как «лучший латинский артист». В начале года было выпущено переиздание альбома, в которое вошли две новые композиции «Maybe» (MarkTaylor Mix) и дуэт с Лайонелем Ричи «To Love A Women». Помимо трёх выше перечисленных синглов, было выпущено ещё три:
- «Don’t Turn Off The Light»;
- «Love To See You Cry»;
- «Maybe».

В поддержку альбома Иглесиас поехал в мировое турне One Night Stand Tour, во время которого дал свой первый концерт в Москве. Всего Иглесиас отыграл 50 концертов в 16 странах. С песни «Love To See You Cry» началось вещание телеканала «MTV» в Румынии.

### Quizás
После выпуска двух альбомов на английском языке, Иглесиас решил вернуться к испаноязычным песням. Ещё в 1999 году для записи песен на испанском языке был заключён контракт с Universal Latino. Спустя три года Иглесиас решил воспользоваться этим и в сентябре 2002 года выпустил испаноязычный альбом Quizás, который является самым удачным альбомом Иглесиаса, который записан на испанском языке. Альбом был записан не в латиноамериканском, более привычном для американцев стиле, а в испанском. Но это не помешало песням с альбома стать популярными в США, например, песня «Para Qué La Vida» была прокручена миллион раз в эфирах радиостанций США. Помимо этого трека было выпущено ещё два сингла:
- «Mentiroso»;
- «Quizás».

Сингл «Mentiroso» не был выпущен в Испании. Вместо него в эфиры радиостанций поступила кавер-версия песни испанской группы «Nasha Pop» — трек «La Chica De Ayer». Видеоклип на заглавную песню стал первым клипом на испанском языке, который номинировался на American Music Awards. Также Энрике исполнял песни на испанском языке в национальных американских шоу, к примеру «Доброе утро, Америка!». После этого и других латинских исполнителей, таких как Рики Мартин и Хуанес, стали приглашать исполнять песни на испанском языке в этих шоу. В поддержку альбома Иглесиас поехал в тур по Америке Don’t Turn Off The Light Tour.

### Провал7
В 2003 году Энрике выпустил свой седьмой альбом, назвав его просто 7, параллельно его отец Хулио Иглесиас выпустил свой семьдесят седьмой альбом. Критики всего мира оценили новое творение Энрике на 3 балла, а альбом Хулио стал одним из самых успешных. Энрике спродюсировал свой седьмой диск вместе с лучшим другом Джимми Иовином, а также выступил в роли соавтора. Были выпущены два сингла из альбома:
- «Not In Love»;
- «Addicted».

Первый сингл «Not In Love» был записан в двух версиях — соло и дуэтом с r’n’b певицей Келис. Дуэт занял первое место в «Dance Top 100» в США. Для съёмок клипа по балладе Addicted Энрике сделал временную татуировку. В поддержу альбома Энрике поехал в самое большое за всю свою карьеру турне, во время которого посетил много стран, где никогда раньше не бывал. Турне началось с 20 концертов в США и закончилось мегаконцертом в Южной Африке. Тур закончился, а новых релизов и не предвиделось. Энрике опять засел за звукозаписывающим пультом. В то время, как в студии писался новый материал, Энрике воздерживался от публичных выступлений, хотя и делал исключения. Например, он выступал на шоу «Opra Winfreyis Talk Show», «Premios Jurented» и Рождественском концерте у папы римского. В 2005 году Энрике снялся в рекламе нового аромата от Томми Хилфигера «True Star Man». За кадром рекламного ролика звучат отрывки из нового сингла Энрике «Ring My Bells». На финале шоу «Extreme Makeover: Home Edition» Энрике представил новую песню «Somebody’s Me». В конце 2006 Энрике поехал в тур под названием For The Fans Tour. На концертах Энрике исполнял старые хиты и три новые песни.

### Возвращение сInsomniac
12 июля 2007 года вышел новый альбом Insomniac. Спустя три года Энрике вернулся в мир шоу бизнеса и порадовал поклонников сразу четырьмя хитами. Ещё до выхода альбома два трека стали хитами, а затем в Европе был выпущен ещё один — «Tired Of Being Sorry». Четвёртым синглом стала композиция «Push». («Действуй») в r’n’b сотрудничестве с представителем рэп-культуры Лилом Уэйном. В начале 2008 года кинокомпания «Touchstone Picture» предложила записать сольную версию сингла «Push» и использовать как саундтрек к фильму «Шаг Вперёд 2: Улицы». Энрике согласился и записал ещё две версии песни: соло и а капелла. На пять песен альбома были сняты клипы, четыре песни были выпущены отдельными синглами:
- «Do You Know»;
- «Somebody’s Me»;
- «Tired Of Being Sorry»;
- «Push».

### 95/08 ÉxitosиGreatest Hits
В 2008 году Энрике решается на эксперимент. Он выпустил альбом-сборник из 12 испаноязычных синглов и ещё двух новых композиций, которые тоже стали успешными — «Lloro por ti» и «¿Dónde están corazón?». В альбом вошли не переведённые на другие языки песни «Si tú te vas», «Solo en ti», a также переведённые на английский язык композиции «Ritmo Total», «Heroé» и одна из самых успешных песен Энрике — песня, записанная сразу на двух языках, — «Bailamos». 95/08 Éxitos — стал платиновым в США и золотым почти по всей Европе. Позднее, 21 ноября, вышел аналогичный сборник, который состоял из 15 англоязычных песен и двух новых композиций — дуэта с Шоном Каретом «Away» и дуэта с Сиарой «Takin' Back My Love». Сборник получил название — Greatest Hits. За небольшое время были распроданы более 520 тысяч экземпляров альбома. В поддержку двух сборников Энрике отправился в европейский тур под названием Greatest Hits Tour, который начался в апреле 2009 года, а заключительный концерт состоялся в день рождения певца, 8 мая в Мадриде.
8 ноября 2008 года, в Монако, Иглесиас получил две награды World Music Awards как «Самый продаваемый латинский артист» и «Самый продаваемый испанский артист».
В июле 2009 года в эфирах радиостанций появилась новая песня Иглесиаса «Lost Inside Your Love» (с англ. — «Растворился в твоей любви»), но официальным синглом песня не была выпущена. А осенью для скачивания в интернете стали доступны песни «Tu y yo», «Alive», «It Must Be Love» и «Baila señorita».

### Гаити иEuphoria
В 2010 году Иглесиас включил свою песню «It Must Be Love» в сборник Download to Donate for Haiti, идея создания которого принадлежит группе Linkin Park. Деньги с продаж сборника были направлены в фонд пострадавшим после гаитянского землетрясения в 2010 году. В феврале этого же года Иглесиас вместе с другими артистами переписал композицию Майкла Джексона «We Are The World», которая в своё время была написана, чтобы собрать деньги для помощи голодавшим в Эфиопии в 1984-85 годах. Деньги с продаж «We Are the World: 25 for Haiti» пошли на благотворительность.
В интервью Иглесиас сказал, что планирует к выпуску альбом из 14 композиций, семь из которых будут на английском и семь на испанском языках. Предположительными названиями альбома были Divino и Obsession, но после выпуска двух синглов стало известно что альбом будет называться Euphoria и выйдет 5 июля в Великобритании и 6 июля 2010 года в США. 26 апреля был выпущен первый испаноязычный сингл с альбома «Cuando Me Enamoro», записанный в дуэте с Хуаном Луисом Геррой, а 3 мая был выпущен первый англоязычный сингл — «I Like It».
Альбом Euphoria оказался успешным для артиста и принёс ему сначала 14 номинаций на премию Billboard de la Musica Latina, а затем и самое большое количество наград в девяти категориях.

### Актёрская карьера
- 1998: рекламные ролики сети ресторанов «McDonalds», которая спонсировала его турне «Cosas Del Amor Tour».
- 2000: как римский император в рекламном ролике «Pepsi», вместе с Бритни Спирс, Пинк и Бейонсе[32].
- 2003: фильм Роберта Родригеса «Однажды в Мексике» в роли уличного музыканта Лоренцо. Он снимался вместе с Антонио Бандерасом и Сальмой Хайек и говорил, что боится сделать что-то не так, ведь впервые находится на больших съёмках.
- 2005: рекламный ролик духов «True Star Man» от Томми Хилфигера. В рекламном ролике впервые прозвучали отрывки из нового тогда сингла «Ring My Bells».
- 2007: сериал «Как я встретил вашу маму», 3 сезон в роли аргентинского музыканта Гаеля.
- 2007: сериал «Два с половиной человека», 4 сезон, эпизод 23, в роли плотника Фернандо.
- 2009: Энрике стал лицом мужского аромата «Azzaro Pour Homme».
- 2017: реклама «Lays Stax», играет сам себя.

Энрике говорил, что хотел бы ещё принять участие в съёмках, если бы у него было больше времени между записями в студии и выступлениями.

### Продюсерская карьера
- совместно с Гаей Чамбером спродюсировал песню «Un Nuevo Giorno» для первого поп-альбома Андреа Бочелли. Позже песня была переведена на английский язык как «First Day Of My Life» и выпущена бывшей солисткой группы Spice Girls Мелани Чисхолм как сингл.
- песня «The Way» для победителя «Academy Of Stars» Клайна Айкина, совместно со Стивом Моралезом и Карой Диогарди.
- четыре песни для британской группы The Hollies.

## Личная жизнь
В начале 2000-х Энрике начал встречаться с Дженнифер Лав Хьюитт. Они встречались недолго и расстались друзьями. В 2001 Дженнифер снялась в клипе Энрике на песню «Hero». Энри и Дженни так правдоподобно играли влюблённых, что в прессе стали появляться слухи, что они опять вместе.
В 2002 году во время съёмок клипа на песню «Escape» Энрике познакомился с российской теннисисткой Анной Курниковой, которая также принимала участие в съёмках. После этого пара стала встречаться. 16 декабря 2017 года у Энрике и Анны родились двойняшки — Николас и Люси. 30 января 2020 года у пары родилась дочь Мария.
Хотя Энрике жил в богатой семье, он ходил в обычную школу и предпочитал обычные потёртые джинсы и майки дорогим костюмам и рубашкам. Энрике страдает бессонницей.

## Дискография
Альбомы на испанском языке
| Название альбома | Дата выпуска     |
| ---------------- | ---------------- |
| Enrique Iglesias | 21 ноября 1995   |
| Vivir            | 28 января 1997   |
| Cosas Del Amor   | 22 сентября 1998 |
| Quizás           | 17 сентября 2002 |

Альбомы на английском языке
| Название альбома | Дата выпуска   |
| ---------------- | -------------- |
| Enrique          | 23 ноября 1999 |
| Escape           | 30 ноября 2001 |
| 7                | 25 ноября 2003 |
| Insomniac        | 12 июля 2007   |

Двуязычные альбомы
| Название альбома | Дата выпуска     |
| ---------------- | ---------------- |
| Euphoria         | 5 июля 2010      |
| Sex + Love       | 18 марта 2014    |
| Final (Vol.1)    | 17 сентября 2021 |
| Final (Vol.2)    | 29 марта 2024    |

## Туры
- Vivir World Tour (1996)
- Enrique World Tour (2000)
- One Night Stand Tour (2002)
- Insomniac World Tour (2007)
- Greatest Hits Tour (2009)
- Euphoria Tour (2011—2012)
- Enrique Iglesias & Jennifer Lopez Tour (2012)
- Enrique Iglesias India Tour (2012)
- Sex and Love Tour (2014—2017)

## Награды

### 2011
- Billboard de la Musica Latina — Лучший артист
- Billboard de la Musica Latina — Лучшая песня (Cuando Me Enamoro)
- Billboard de la Musica Latina — Лучшая совместная работа (с Хуаном Луисом Геррой — Cuando Me Enamoro)
- Billboard de la Musica Latina — Лучший мужской исполнитель
- Billboard de la Musica Latina — Альбом года (Euphoria)
- Billboard de la Musica Latina — Лучший мужской альбом (Euphoria)
- Billboard de la Musica Latina — Лучшая поп-песня на радио (Cuando Me Enamoro)